# الإسلام في مونتسيرات
وفقا لتقرير مركز بيو للدراسات عام 2009، يشكل المسلمون ما يقرب من 0.1% من سكان مونتسيرات.